# 巴库电视塔
巴库电视塔是位于阿塞拜疆首都巴库的一座钢筋混凝土结构自立式电视塔，1996年竣工，高约310m。巴库电视塔是阿塞拜疆最高的建筑，是阿塞拜疆的地标性建筑之一，同时也是高加索地区最高的钢筋混凝土结构建筑。

## 简介
巴库电视塔1979年开始动工，原计划1985年建成，其间一度烂尾。1993年，盖达尔·阿利耶夫上台之后，电视塔重新开工，1996年竣工并投入使用。
2008年，位于电视塔62层的旋转餐厅开业。